# IV. Viktor (ellenpápa, 1138)
IV. Viktor (? – 1139 után) néven lépett fel a katolikus egyház történetének huszonhatodik ellenpápája. II. Ince pápa ellen lépett fel az invesztitúraharcok elülte után a legsúlyosabb egyházszakadás végső felvonásaként.
Eredetileg Gregorio Conti néven született, és Ceccano grófja volt. Egyéb önéletrajzi adatot azonban már nem jegyzett fel egyik korabeli krónika sem. A pápák és ellenpápák sorában nem szabad összekeverni IV. Viktorral, aki szintén ellenpápaként lépett fel 1159-től kezdve. 

II. Paszkál pápa idején Contit bíborossá választották, azonban az is fennmaradt, hogy engedetlensége és fegyelmezetlensége miatt Paszkál pár éven belül megfosztotta méltóságától. Ezek után Gregorio vezeklésbe kezdett, és II. Callixtus pápa idején újra bíborosi rangra emelték 1122-ben. Pályafutását és életét is nagyrészt Róma falain belül töltötte, így a helyi politika alakulásába is belefolyt. Honorius pontifikátusa alatt lateráni teendői egyre közelebb vitték a segítőkész és befolyásos Pierleoni családhoz. Miután Honoriust megválasztása után a Frangipani család meg akarta törni, ellenük foglalt állás a római politikában. Ezek után már nem meglepő, hogy Gregorio Honorius halála után Pietro Pierleoni bíborost támogatta. A Pierleoni család azonban megvesztegette a klérust, hogy Pietrot válasszák meg az egyház fejének, és valamivel korábban a négy püspök-kardinális részvételével már törvényesen megválasztották Gregorio Papareschit pápának, aki felvette a II. Ince pápa uralkodói nevet. Gregorio azonban hű maradt a Frangipanik ellen harcoló Pierleoni családhoz, és Pietrot választotta meg egyházfőnek, aki II. Anacletus néven kezdte meg uralkodását.
Tanúja volt támogatottja kezdeti sikereinek Rómában, és hamarosan azt is beláthatta, hogy a nemzetközi politikai porondon Ince sokkal sikeresebb Anacletusnál. Amikor elődje végül Rómában harcolt Szent Bernárd ellen, már nem hitt feltétlenül választása helyességében. Anacletus 1138. január 25-én meghalt, és az Ince ellen fellépő bíborosok, valamint II. Roger, szicíliai király támogatásával még ugyanazon a napon egyházfővé választották. Felvette a IV. Viktor uralkodói nevet, de helyzete elég kilátástalan volt. A katonai túlerő és Clairvaux-i Szent Bernárd rábeszélése végül eredményre vezetett, és 1138. május 29-én lemondott pápai méltóságáról II. Ince javára. Ezzel véget ért az egyházszakadás.

További életéről semmi nem maradt fenn a krónikákban.